# Præriens Moral
Præriens Moral er en amerikansk stumfilm fra 1918 af Jerome Storm.

## Medvirkende
- Enid Bennett som Avice Bereton
- Jack Holt som Barton Masters
- Donald MacDonald som Dr. Van Fleet
- J. P. Lockney som Keno Clark
- Charles Spere som Billy Bereton